# Club Deportivo Alayor
Club Deportivo Alayor (en catalán Club Esportiu Alaior) es un equipo de fútbol español de la ciudad de Alayor, en la isla de Menorca (Baleares). Fue fundado en 1934 y actualmente juega en Regional Preferente tras quedar 3º en la pasada temporada.

## Historia
En Alayor ya se jugaban partidos esporádicos entre equipos locales y otros que visitaban la isla. El CD Alayor nació el 3 de noviembre de 1934 tras la fusión del Alayor CF (inscrito en la temporada 1924/25) y el CD Alayorense que dejaran de competir en la temporada 1927/28 en los campeonatos insulares tras estar cuatro años posteriormente sin competir.
La temporada 1954/1955 el equipo participó por primera vez en la 3ª División, competición que participó durante 14 Temporadas, hasta 1968. Tras el retorno a la Regional durante 11 temporadas, el equipo retorna a la Liga Balear (temporada 1979/1980), en la que viene participando continuadamente hasta la fecha cuando descendió (27 temporadas), siendo el segundo club de España en alcanzar dicha cifra, solo por detrás de la Sociedad Deportiva Tenisca. El Club siempre ha jugado en el mismo campo, el Estadio Los Pinos, siendo el campo más antiguo de fútbol menorquín en su misma ubicación.
El CD Alayor es uno de los equipos que más temporadas ha jugado en Tercera División, teniendo un total de 47 temporadas. 
El equipo nunca ha jugado las fases de promoción a Segunda División B ya que se introdujeron en 1991, su mayor logro en la clasificación fue quedar 2º en la temporada 1989/90 de la Tercera División.
El equipo tenía buenas relaciones comerciales por lo que llegaron a jugar en el estadio equipos como el FC Barcelona, Valencia CF o RCD Español.

## Uniforme
El CD Alayor siempre ha vestido camiseta de rayas verticales blanquinegras , así como pantalones negros y medias negras con vuelta blanca.

## Historial de temporadas
| Temporada | Nivel | División | Puesto | Copa del Rey |
| --------- | ----- | -------- | ------ | ------------ |
| 1934–54   | 4     | Regional | —      |              |
| 1954/55   | 3     | 3.ª      | 5º     |              |
| 1955/56   | 3     | 3.ª      | 3º     |              |
| 1956/57   | 3     | 3.ª      | 12º    |              |
| 1957/58   | 3     | 3.ª      | 12º    |              |
| 1958/59   | 3     | 3.ª      | 11º    |              |
| 1959/60   | 3     | 3.ª      | 12º    |              |
| 1960/61   | 3     | 3.ª      | 13º    |              |
| 1961/62   | 3     | 3.ª      | 4º     |              |
| 1962/63   | 3     | 3.ª      | 6º     |              |
| 1963/64   | 3     | 3.ª      | 7º     |              |
| 1964/65   | 3     | 3.ª      | 9º     |              |
| 1965/66   | 3     | 3.ª      | 9º     |              |
| 1966/67   | 3     | 3.ª      | 9º     |              |

| Temporada | Nivel | División | Puesto | Copa del Rey |
| --------- | ----- | -------- | ------ | ------------ |
| 1967/68   | 3     | 3.ª      | 12º    |              |
| 1968–80   | 5     | Regional | —      |              |
| 1979/80   | 4     | 3.ª      | 18º    |              |
| 1980/81   | 4     | 3.ª      | 16º    |              |
| 1981/82   | 4     | 3.ª      | 14º    |              |
| 1982/83   | 4     | 3.ª      | 13º    |              |
| 1983/84   | 4     | 3.ª      | 9º     |              |
| 1984/85   | 4     | 3.ª      | 11º    |              |
| 1985/86   | 4     | 3.ª      | 16º    |              |
| 1986/87   | 4     | 3.ª      | 7º     |              |
| 1987/88   | 4     | 3.ª      | 5º     |              |
| 1988/89   | 4     | 3.ª      | 3º     |              |
| 1989/90   | 4     | 3.ª      | 2º     |              |
| 1990/91   | 4     | 3.ª      | 5º     |              |

| Temporada | Nivel | División | Puesto | Copa del Rey |
| --------- | ----- | -------- | ------ | ------------ |
| 1991/92   | 4     | 3.ª      | 11º    |              |
| 1992/93   | 4     | 3.ª      | 7º     |              |
| 1993/94   | 4     | 3.ª      | 15º    |              |
| 1994/95   | 4     | 3.ª      | 15º    |              |
| 1995/96   | 4     | 3.ª      | 16º    |              |
| 1996/97   | 4     | 3.ª      | 15º    |              |
| 1997/98   | 4     | 3.ª      | 10º    |              |
| 1998/99   | 4     | 3.ª      | 7º     |              |
| 1999/00   | 4     | 3.ª      | 14º    |              |
| 2000/01   | 4     | 3.ª      | 12º    |              |
| 2001/02   | 4     | 3.ª      | 13º    |              |
| 2002/03   | 4     | 3.ª      | 7º     |              |

| Temporada | Nivel | División   | Puesto | Copa del Rey |
| --------- | ----- | ---------- | ------ | ------------ |
| 2003/04   | 4     | 3.ª        | 17º    |              |
| 2004/05   | 4     | 3.ª        | 16º    |              |
| 2005/06   | 4     | 3.ª        | 14º    |              |
| 2006/07   | 4     | 3.ª        | 14º    |              |
| 2007/08   | 4     | 3.ª        | 16º    |              |
| 2008/09   | 4     | 3.ª        | 13th   |              |
| 2009/10   | 4     | 3.ª        | 13th   |              |
| 2010/11   | 4     | 3.ª        | 17º    |              |
| 2011/12   | 4     | 3.ª        | 20º    |              |
| 2012/13   | 5     | Reg. Pref. | 4º     |              |
| 2013/14   | 5     | Reg. Pref. | 3º     |              |
| 2014/15   | 5     | Reg. Pref. | 2º     |              |
| 2015/16   | 5     | Reg. Pref. | 1º     |              |
| 2016/17   | 5     | Reg. Pref. | 5º     |              |
| 2017/18   | 5     | Reg. Pref. | 7º     |              |
| 2018/19   | 5     | Reg. Pref. | 2º     |              |

- Temporadas en Tercera División: 47